# Ebba Cederstrand
Ebba Sofia Cederstrand, född Björklund den 27 oktober 1865 på Ingemarshof i Jakob och Johannes församling, Stockholm, död den 18 februari 1946 i Oscars församling, Stockholm, var en svensk kompositör.

## Biografi
Ebba Cederstrand var dotter till trädgårdsmästare Johan Erik Björklund och Emma Sofia Nordström.
I början av 1910-talet var Cederstrand del av fredsrörelsen och skrev musik till flera sånger på detta tema, som Fredssång. Vår skara växer Fast våldet bojor smider (1910) med text av Johan Lindström Saxon, Fredens genius talar (1906) av samma textförfattare och Lägg vapnen ned! Fredssång (1905) med text av Mathilda Roos. Hon var engagerad i skapandet av ett fredsinstitut i Stockholm. Hon samarbetade vid flera tillfällen med författaren Mathilda Roos som i sitt författarskap främst fokuserade på kvinnofrågor och sociala missförhållanden. 
Cederstrand var gift med Frans August Cederstrand (1859–1914). Tillsammans fick de fem barn, däribland revyförfattaren Kaj Gynt och filmregissören Sölve Cederstrand. År 1917 flyttade hon med sina barn till kvarter Skogsbacken på Lidingö. Makarna Cederstrand är begravda på Norra begravningsplatsen utanför Stockholm.

## Verklista

### Pianoverk
- Alla småttingar ta' i ring. Julgransdans. Utgiven 1904 av Abraham Lundquist, Stockholm.[13]

- Vid spinetten. Utgiven 1905 av Abraham Lundquist, Stockholm.[14]

- Lizzies vals, op. 10. I folkton. Utgiven 1911 av Dahlström.[15]

### Sång och piano
- Fredssång. Vår skara växer Fast våldet bojor smider. Text av Johan Lindström Saxon, översatt till tyska av F. Hartmann. Tillägnad Världsfredskongressen sommaren 1910 i Stockholm. Utgiven mellan 1906 och 1910 av Dahlström.[16]

- Lägg vapnen ned! Fredssång. Text av Mathilda Roos. Utgiven 1905 av Abraham Lundquist, Stockholm. Sången gavs åter ut 1910 då den översattes till tyska av F. Hartmann.[17][18]

- Julvisa Julefrid, julefrid kom att i vårt hjärta bo, Op. 5. Text av Mathilda Roos. Tillägnad Helfrid af Wetterstedt. Tonsatt för en röst eller unison kör och piano eller orgel. Utgiven mellan 1906 och 1910 av Dahlström.[19]

- Två glada visor, op. 6. Text av Anna C. Tamm. Utgiven mellan 1906 och 1910 av Dahlström.[20]

1. Lars i backen känner du den Lars
2. Min lilla vän Har du skådat min lilla vän

- Två sånger vid piano, op. 7. Text och musik av Ebba Cederstrand. Utgiven mellan 1906 och 1910 av Dahlström. Skriven till minne av Adele Rynning.[21]

1. Himlastegen Liten himlastege fin
2. Lågan En låga bran så ren och klar

- Ragnhilda Uti Det var denna Ragnhilda Uti, op. 8. Text är hämtad ur Østerdalskongen av Jacob Breda Bull. Utgiven mellan 1906 och 1910 av Dahlström.[22]

- Glöm ej de gamla! SJungen 1912 av Oscar Bergström på de gamlas dag.[23]

- 2 sånger, op. 11. Utgiven 1917 av Nordiska Musikförlaget. Sångerna är tillägnade Anna Tamm.[24]

1. Liten sångarfågel. Text av Anna Tamm.
2. Broder Död. Text av Mathilda Roos.

- 3 sånger, op. 12. Utgiven 1917 av Nordiska Musikförlaget.[25]

1. Mor Kerstis visa Mor Kersti hon sörjer. Text av Carl Larsson i By.
2. Två strömmar I ·mänskors bröst. Text av Ebba Cederstrand.
3. En liten höstevisa Tro ej tvivlets falska stämma Text av Ebba Cederstrand.

- Där susar en fågels vingpar, op. 13. Text av Mathilda Roos. Utgiven 1917 av Nordiska Musikförlaget.[26]

### Arrangemang
- Julvisa Julefrid, julefrid kom att i vårt hjärta bo för tre kvinnoröster och piano eller orgel. Text av Mathilda Roas. Tonsatt för en röst eller unison kör och piano eller orgel. Utgiven 1918 av  Nordiska musikförlaget.